# Elio Sgreccia
Elio Sgreccia (1928–2019) là một Hồng y người Italia của Giáo hội Công giáo Rôma. Ông hiện đảm nhận vai trò Hồng y Đẳng Phó tế Nhà thờ S. Angelo in Pescheria. Ông từng đảm nhận vai trò Chủ tịch Viện Hàn lâm Giáo hoàng về Sự sống trong 3 năm, từ năm 2005 đến năm 2008.
Vốn là một giáo sĩ trong vai trò công tác tại Giáo triều Rôma, ông từng đảm trách nhiều vai trò khác nhau trước khi tiến đến trở thành Chủ tịch Viện Hàn lâm Giáo hoàng về Sự sống, như: Tổng Thư ký Hội đồng Giáo hoàng về Gia đình (1992–1996), Phó Chủ tịch Hàn lâm viện Giáo hoàng về Giáo hội (1996–2005), Phó Chủ tịch Viện Hàn lâm Giáo hoàng về Sự sống (1994–2005). Ông được vinh thăng Hồng y ngày 20 tháng 11 năm 2010, bởi Giáo hoàng Biển Đức XVI.

## Tiểu sử
Hồng y Elio Sgreccia sinh ngày 6 tháng 6 năm 1928 tại Arcevia, Italia. Sau quá trình tu học dài hạn tại các cơ sở chủng viện theo quy định của Giáo luật, ngày 29 tháng 6 năm 1952, Phó tế Sgreccia, 24 tuổi, tiến đến việc được truyền chức linh mục. Cử hành nghi thức truyền chức cho tân linh mục là giám mục Vincenzo Del Signore, giám mục chính tòa Giáo phận Fano. Tân linh mục đồng thời cũng là thành viên linh mục đoàn Giáo phận Fano.
Sau 40 năm thi hành các công việc mục vụ với thẩm quyền và cương vị của một linh mục, ngày 5 tháng 11 năm 1992, Tòa Thánh loan tin Giáo hoàng đã quyết định tuyển chọn linh mục Elio Sgreccia, 54 tuổi, gia nhập Giám mục đoàn Công giáo Hoàn vũ, với vị trí được bổ nhiệm là Tổng Thư ký Hội đồng Giáo hoàng về Gia đình, danh nghĩa Giám mục Hiệu tòa Zama Minor. Lễ tấn phong cho vị giám mục tân cử được tổ chức sau đó vào ngày 6 tháng 1 năm 1993, với phần nghi thức chính yếu được cử hành cách trọng thể bởi 3 giáo sĩ cấp cao, gồm chủ phong là đương kim giáo hoàng, Giáo hoàng Gioan Phaolô II; hai vị giáo sĩ còn lại, với vai trò phụ phong, gồm có Tổng giám mục Giovanni Battista Re, Thành viên Phủ Quốc vụ khanh Tòa Thánh và Tổng giám mục Bruno Foresti, giám mục chính tòa Giáo phận Brescia. Tân giám mục chọn cho mình châm ngôn:UT VITAM HABEANT.
Sau gần hai năm làm Tổng Thư ký Hội đồng Giáo hoàng về Gia đình, ông được Tòa Thánh bổ nhiệm kiêm thêm nhiệm vụ Phó Chủ tịch Hàn lâm viện Giáo hoàng về Giáo hội, từ tháng 5 năm 1996. Sau đó, Tòa Thánh tiếp tục bổ nhiệm ông kiêm thêm chức Phó Chủ tịch Viện Hàn lâm Giáo hoàng về Sự sống. Thông báo bổ nhiệm trước công bố chính thức vào ngày 1 tháng 6 năm 1994. Sau đó hai năm, ngày 3 tháng 4 năm 1996, ông chính thức từ nhiệm chức danh Tổng Thư ký Hội đồng Giáo hoàng về Gia đình.
Ngày 17 tháng 6 năm 2008, Tòa Thánh chính thức xác nhận ông trở thành Chủ tịch Viện Hàn lâm Giáo hoàng về Sự sống.
Bằng việc tổ chức công nghị Hồng y năm 2010 được cử hành chính thức vào ngày 20 tháng 10, Giáo hoàng Biển Đức XVI đưa ra quyết định vinh thăng Tổng giám mục Elio Sgreccia tước vị danh dự của Giáo hội Công giáo, Hồng y. Tân Hồng y thuộc Đẳng Hồng y Phó tế và Nhà thờ Hiệu tòa được chỉ định là Nhà thờ S. Angelo in Pescheria. Tân Hồng y đã cử hành các nghi thức nhận nhà thờ hiệu tòa của mình vào ngày 12 tháng 3 năm 2011.
Ông qua đời ngày 5 tháng 6 năm 2019, thọ 91 tuổi.